# Ahpuch

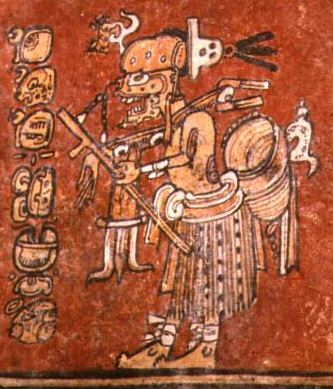
Illustrazione della divinità

Ahpuch o Ah Puch era la divinità maya della morte, e rappresentata da uno scheletro. Era protettrice del giorno maya Cimi, ossia "morte", ricorrente diverse volte nell'anno.